# Кустова, Диана Олеговна
Диа́на Оле́говна Ку́стова (род. 9 августа 2007, Москва) — российская спортивная гимнастка, мастер спорта России. Член сборной команды России по спортивной гимнастике.
Во внутренних соревнованиях выступает за команду Москвы. Первыми значительными взрослыми соревнованиями для спортсменки стала Всероссийская спартакиада 2022, где она стала первой на бревне и второй на брусьях, а также завоевала золото в командном многоборье. При этом, тренируясь с основной командой, по возрасту была причислена к молодёжной.
В 2023 году участвовала в Кубке России по спортивной гимнастике, где завоевала серебро в упражнениях на брусьях. Пропустила чемпионаты России как в 2023, так и в 2024 году (первый — из‑за травмы локтя, второй — из-за воспаления лёгких).

## Спортивные достижения

### Взрослые
| Год  | Турнир       | Команда | Многоборье | Опорный прыжок | Разновысокие брусья | Бревно | Вольные упражнения |
| ---- | ------------ | ------- | ---------- | -------------- | ------------------- | ------ | ------------------ |
| 2023 | Кубок России |         | 4          |                | 2                   | 4      | 6                  |